# Gavin Harrison
Gavin Richard Harrison (ur. 28 maja 1963 w Harrow, Londyn) – brytyjski perkusista. Jego kariera trwa od połowy lat 80. - rozpoczął ją od wspólnych tras koncertowych z Renaissance oraz Iggym Popem. Grał na kilkudziesięciu płytach jako muzyk sesyjny. Od 2002 Harrison jest członkiem grupy Porcupine Tree.
W 2007 roku Harrison dołączył do grupy King Crimson jako drugi perkusista (obok Pata Mastelotto).
Harrison prowadzi także działalność edukacyjną. Jest autorem książek na temat gry na perkusji m.in.: Rhythmic Illusions (ISBN 978-1-57623-687-1) oraz Rhythmic Perspectives (ISBN 978-0-7692-9146-8). Był także autorem i producentem dwóch instruktażowych DVD: Rhythmic Visions oraz Rhythmic Horizons, które przygotował w swoim domowym studio.
Muzyk jest reprezentantem marki Sonor i Zildjian.

## Publikacje
- Gavin Harrison: Rhythmic Illusions, 1996, Alfred Music, ISBN 978-1-57623-687-1
- Gavin Harrison: Rhythmic Perspectives: A Multidimensional Study of Rhythmic Composition, 2000, Alfred Music, ISBN 978-0-7692-9146-8
- Gavin Harrison: Rhythmic Designs: A Study of Practical Creativity, 2010, Hudson Music, ISBN 978-1-4234-9009-8
- Gavin Harrison: Rhythmic Composition: Featuring the Music of Porcupine Tree, 2014, Hudson Music, ISBN 978-1-4803-6573-5

## Wideografia
- Gavin Harrison Rhythmic Horizons (DVD, 2007, Hudson Music)
- Gavin Harrison Rhythmic Visions (DVD, 2010, Hal Leonard)

## Dyskografia
| - Sam Brown – Stop! (1988, A&M Records) - Dizrhythmia – Dizrhythmia (1988, Antilles New Directions) - Dave Stewart, Barbara Gaskin – Spin (1991, Borken Records) - Richard Barbieri, Tim Bowness – Flame (1994, One Little Indian) - Mick Karn – The Tooth Mother (1995, CMP Records) - Gavin Harrison – Sanity & Gravity (1997, Squatter Madras Records) - Franco Battiato – Gommalacca (1998, Mercury Records) - Lisa Stansfield – Swing (Original Motion Picture Soundtrack) (1999, BMG) - Cliff Richard – Two's Company The Duets (2006, EMI) - Gavin Harrison & Ø5Ric – Drop (2007, Squatter Madras) - Porcupine Tree – In Absentia (2002, Lava) - Blackfield – Blackfield (2004, Kscope) |  | - Porcupine Tree – Deadwing (2005, Lava) - Porcupine Tree – Fear of a Blank Planet (2007, Roadrunner Records) - Blackfield – Blackfield II (2007, Kscope) - Richard Barbieri – Stranger Inside (2008, Kscope) - Steven Wilson – Insurgentes (2008, Kscope) - OSI – Blood (2009, InsideOut Music) - Porcupine Tree – The Incident (2009, Roadrunner Records) - Gavin Harrison & 05Ric – Circles (2009, Squatter Madras) - Storm Corrosion – Storm Corrosion (2012, Roadrunner Records) - Gavin Harrison & Ø5ric – The Man Who Sold Himself (2012, Kscope) - OSI – Fire Make Thunder (2012, Metal Blade Records) - Gavin Harrison – Cheating The Polygraph (2015, Kscope) |